# Gottfried VI. (Niederlothringen)

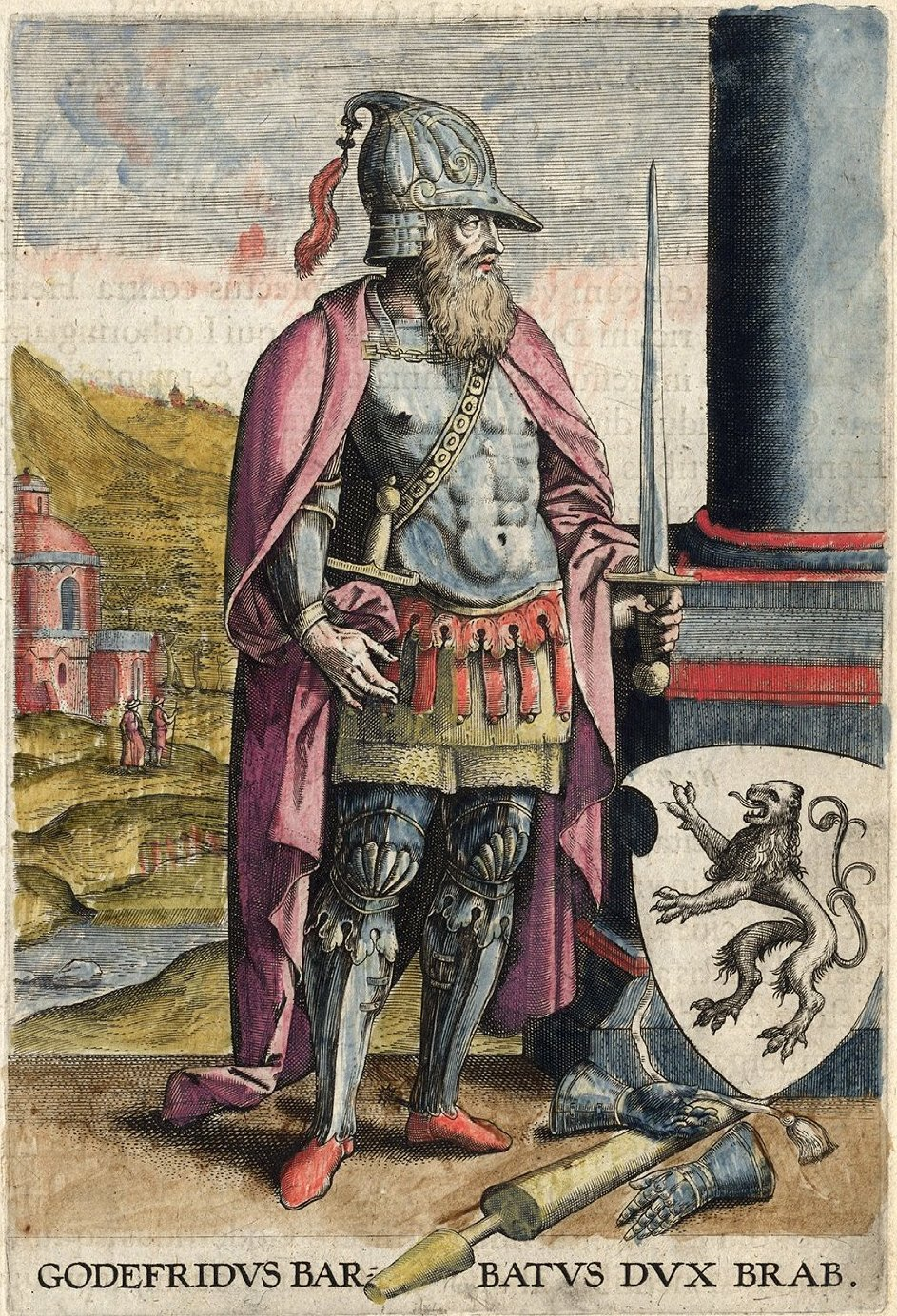
Gottfried der Bärtige, Kupferstich um 1600

Gottfried VI. (genannt Gottfried der Bärtige) (* um 1063; † 25. Januar 1139) war Graf von Löwen (in dieser Eigenschaft Graf Gottfried I.), Graf von Brüssel, Landgraf von Brabant, Markgraf von Antwerpen und Herzog von Niederlothringen.

## Familie
Er war der zweitgeborene Sohn von Heinrich II. von Löwen und dessen Gattin Adelheid. Gottfried VI. heiratete um 1105 Ida von Chiny († nach 1125), die Tochter von Graf Otto II. (Haus Chiny). Mit ihr hatte er mindestens fünf Kinder:
- Adelheid von Löwen (1103–1151), ⚭ I König Heinrich I. von England, ⚭ II William d’Aubigny, 1. Earl of Arundel
- Gottfried II. von Löwen (um 1107–1142), ⚭ Lutgardis von Sulzbach
- Clarissa († 1140)
- Heinrich († 1141), Mönch
- Ida († 1162), ⚭ Arnold I. von Kleve

Nach dem Tod seiner ersten Gattin heiratete er in zweiter Ehe Clementia, Tochter Wilhelms I. von Burgund, Witwe Roberts II. von Flandern. Die Ehe blieb kinderlos.
Er hatte außerdem einen außerehelichen Sohn:
- Joscelin von Löwen ⚭ Agnes de Percy (Haus Percy)

## Politik
Nach dem Tod seines älteren Bruders Heinrich III. von Löwen im Jahre 1095 wurde er zum Graf von Löwen-Brüssel und Landgraf von Brabant ernannt. 1106 wurden ihm auch die Titel des Herzog von Niederlothringen und der des Markgrafen von Antwerpen verliehen, doch 1128 muss er diese Ämter an Walram III. von Limburg abgeben. Trotzdem durfte er sich weiterhin Herzog von Lothringen nennen. 
1122 nahm Gottfried VI. an der Reichsversammlung in Worms teil, die das später so genannte Wormser Konkordat aushandelte, das dem Investiturstreit ein Ende setzte. In dieser Urkunde erscheint er in der Zeugenliste.
1129 wandte sich Gottfried VI. an den Abt der Prämonstratenserabtei St. Martin in Laon, Frankreich, mit der Bitte, in der Nähe von Löwen eine Abtei zu gründen. Er stiftete zu diesem Zweck einen Park und ein Jagdschloss, woraus in den folgenden Jahren die Parkabtei entstand.

## Tod
Am 25. Januar 1139 starb er und wurde in der Benediktinerabtei Affligem beigesetzt. Sein Nachfolger war Gottfried II. von Löwen, ein Sohn aus seiner ersten Ehe.